# شنة مبقعة برتقالية
شنة مبقعة برتقالية (الاسم العلمي: Channa aurantimaculata) هي نوع من الأسماك تتبع جنس الشنة من فصيلة الشنات.